# Ghetto Supastar
| Recensione    | Giudizio |
| ------------- | -------- |
| AllMusic      | [ 1 ]    |
| Rolling Stone | [ 3 ]    |

Ghetto Supastar, pubblicato nel 1998, è l'album d'esordio da solista di Pras Michel, ex membro dei Fugees.

## Tracce
1. Hallelujah – 1:30
2. Ghetto Supastar (That Is What You Are) (feat. Ol' Dirty Bastard & Mýa) – 4:21
3. Phone Interlude – 2:33
4. What'cha Wanna Do (feat. The Product & Free) – 4:11
5. Blue Angels (feat. The Product) – 4:13
6. Can't Stop the Shining (feat. Canibus & Free) – 4:15
7. Get Your Groove On (feat. The Product & Most Wanted) – 4:26
8. Frowsey – 3:18
9. Dirty Cash – 1:35
10. For the Love of This – 4:07
11. Wha' What Wha' What (feat. Most Wanted) – 3:56
12. Second Phone Interlude (feat. Left Eye) – 2:10
13. Lowriders (feat. The Product & Most Wanted) – 4:12
14. Yeah 'Eh Yeah 'Eh (feat. Mack 10 & Reptile) – 3:49
15. Murder Dem – 4:22
16. Third Phone Interlude – 3:52
17. Amazing Grace – 5:03
18. Final Interlude – 3:29

- UK Bonus Tracks

19. Avenues (Refugee Camp All-Stars featuring Pras)
20. Another One Bites the Dust (Queen e Wyclef Jean featuring Pras & Free)
- US Deluxe Edition Bonus Disc

1. What's Clef (Wyclef Jean featuring Refugee Camp All-Stars & Pras)
2. Another One Bites the Dust (Queen e Wyclef Jean featuring Pras & Free)
3. The Right One
4. Here We Go

## Classifiche
| Classifica (1998)                | Posizione |
| -------------------------------- | --------- |
| US Billboard 200                 | 55        |
| Billboard Top R&B/Hip-Hop Albums | 35        |